# Élections législatives suédoises de 1924

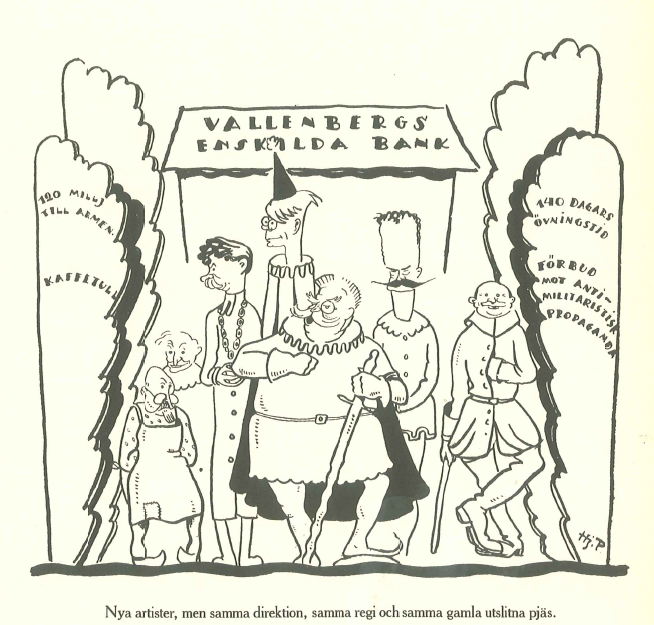
Caricature du nouveau gouvernement fondé par Hjalmar Branting à l'issue des élections de 1924.

Les élections législatives suédoises de 1924 se sont déroulées entre le 19 et le 21 septembre 1924. Le Parti social-démocrate gagne les élections et reste au pouvoir.

## Résultats
| Parti      | Parti                                          | Leader                    | Votes              | Votes  | Votes | Sièges | Sièges |
| Parti      | Parti                                          | Leader                    | #                  | %      | +/−   | #      | +/−    |
| ---------- | ---------------------------------------------- | ------------------------- | ------------------ | ------ | ----- | ------ | ------ |
|            | Parti social-démocrate                         | Hjalmar Branting          | 749 542            | 41,1   | +4,7  | 104    | +11    |
|            | Ligue électorale générale                      | Arvid Lindman             | 461 257            | 26,1   | +0,2  | 65     | +3     |
|            | Parti libéral du peuple (sv)                   | Carl Gustaf Ekman         | 224 212            | 13,0   | —     | 29     | —      |
|            | Ligue des fermiers                             | Johan Johansson i Kälkebo | 190 403            | 10,8   | −0,3  | 23     | +2     |
|            | Parti libéral du Riksdag (sv)                  | Eliel Löfgren             | 74 378             | 3,9    | —     | 4      | +4     |
|            | Parti communiste de Suède (Kominterm)          | Nils Flyg                 | 63 601             | 3,6    | −1,0  | 4      | −3     |
|            | Parti communiste de Suède (sv) (non-Komintern) | Zeth Höglund              | 26 301             | 1,5    | —     | 1      | +1     |
| Totaux     | Totaux                                         | Totaux                    | ?                  | 100,00 |       | 230    |        |
| Abstention | Abstention                                     | Abstention                | ?                  |        |       |        |        |
| Exprimés   | Exprimés                                       | Exprimés                  | 1 770 607 (53,0 %) |        |       |        |        |